# Gherardo Ortalli
Gherardo Ortalli (Fidenza, 21 settembre 1943) è uno storico e docente universitario italiano.

## Biografia
Laureato all'Università di Bologna nel 1967, ha insegnato dal 1973 al 2015 storia medievale all'Università Ca' Foscari di Venezia. Membro di prestigiose istituzioni culturali quali la Società Dalmata di Storia Patria, l'Accademia austriaca delle scienze, l'Accademia croata delle Scienze e delle Arti, l'Accademia Roveretana degli Agiati, ha presieduto la Deputazione di Storia Patria per le Venezie e l'Istituto veneto di scienze, lettere ed arti. Interessato alla storia "istituzionale" come a quella "culturale", dirige importanti collane editoriali e riviste quali l'Archivio Veneto e ha curato nel 1994 il terzo volume dedicato al Medioevo della Storia d'Europa Einaudi. Dal 2015 è docente emerito.

## Opere principali
- La pittura infamante nei secoli XIII-XVI, Roma, Jouvence, 1979 (traduzione francese Parigi, Monfort, 1994; ristampa Roma, Viella, 2015)
- Scuole, maestri e istruzione di base tra Medioevo e Rinascimento: il caso veneziano, Vicenza, Neri Pozza, 1993
- Scuole e maestri tra medioevo e rinascimento. Il caso veneziano , Bologna, Il mulino, 1996
- Lupi genti culture: uomo e ambiente nel Medioevo, Torino, Einaudi, 1997
- Barattieri: il gioco d'azzardo fra economia ed etica. Secoli XIII-XV, Bologna, Il mulino, 2012
- Venezia inventata: verità e leggenda della Serenissima, Bologna, il mulino, 2021
- Dall'Europa a scoprire l'Oriente: da Gengis Khan a Marco Polo, Roma, Viella, 2021